# Kohleflöz am Bühlach

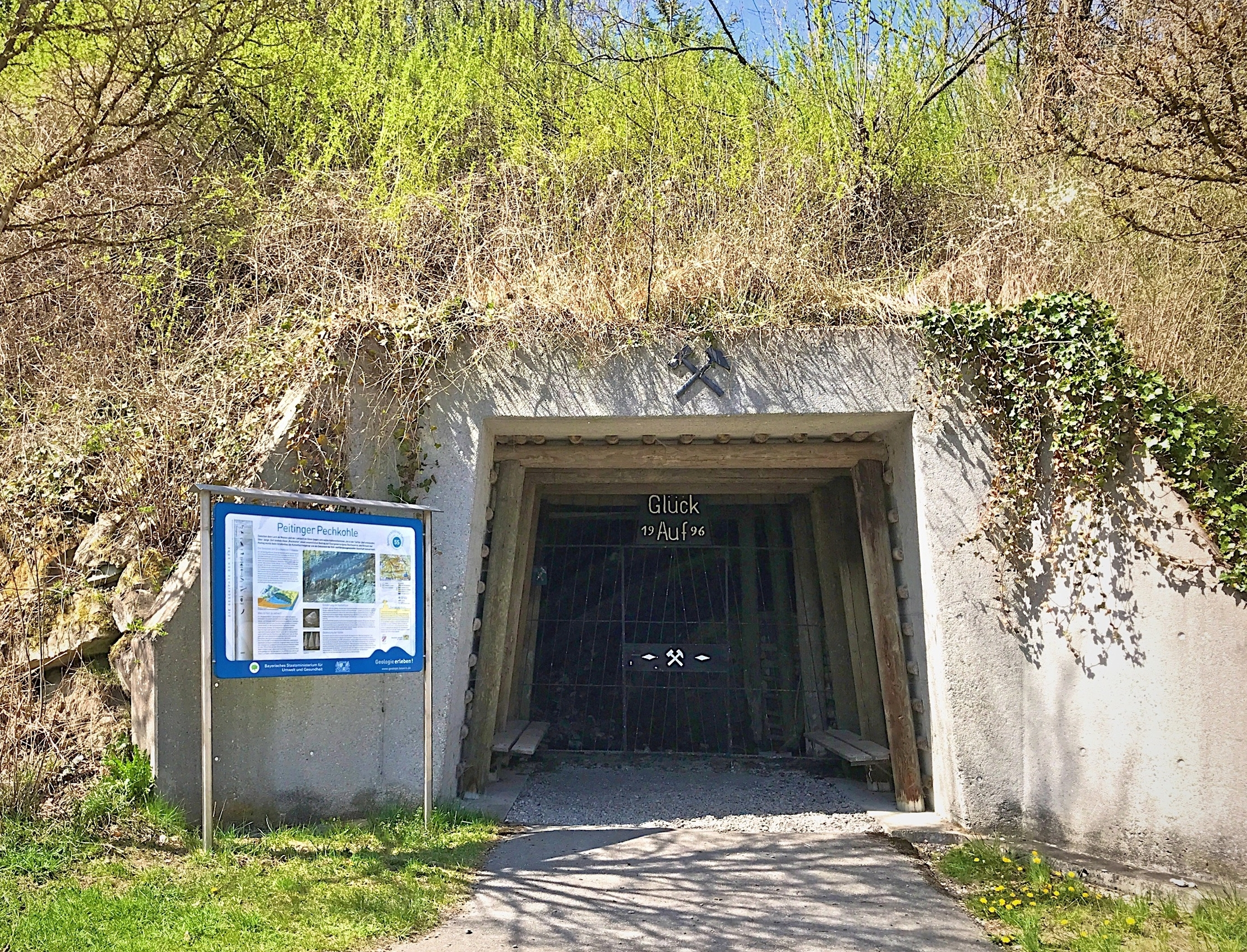
Kohleflöz am Bühlach

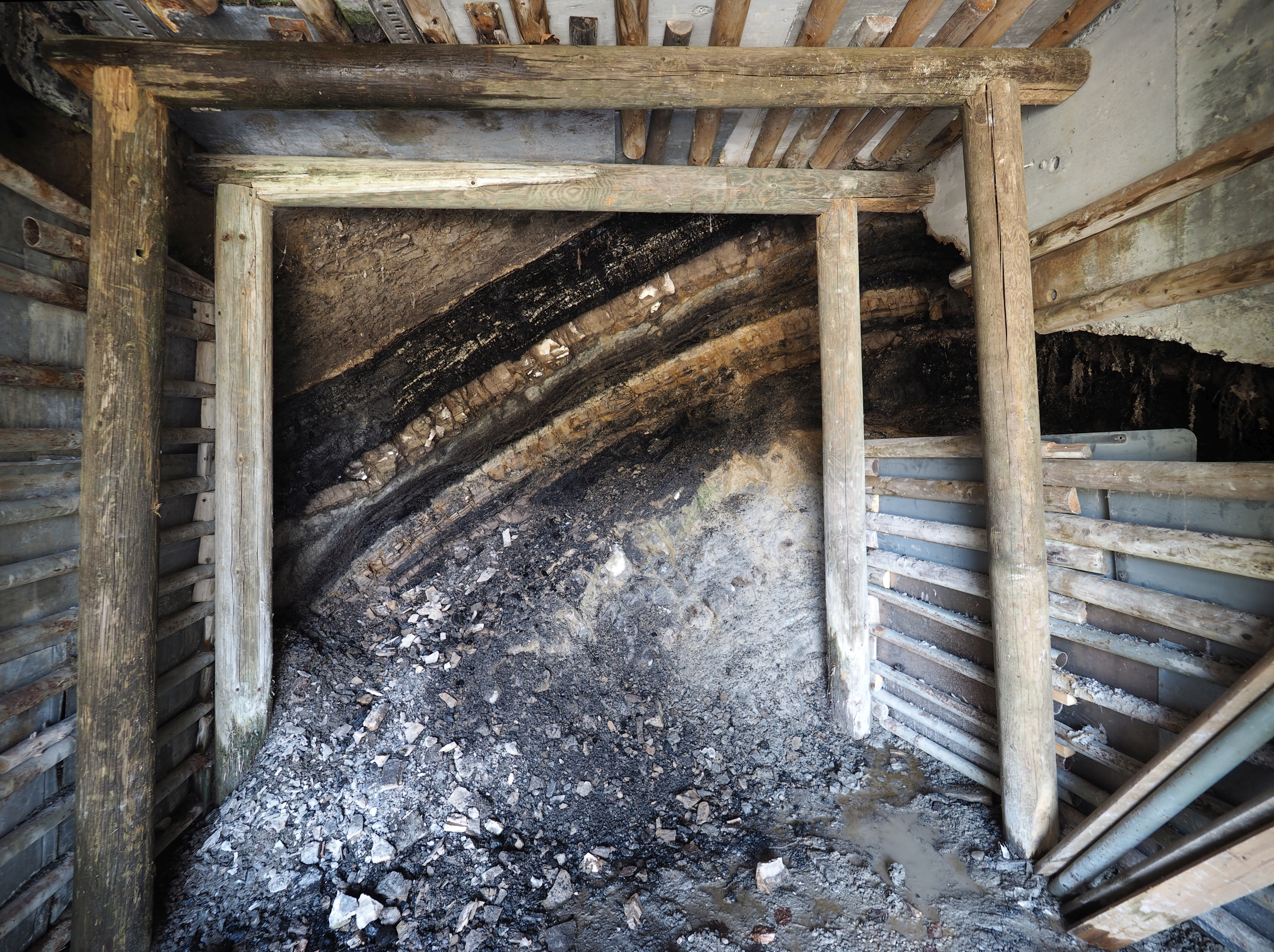
Innenansicht

Das Kohleflöz am Bühlach ist ein Demonstrationsbauwerk, das eine Schichtenfolge mit Pechkohle-Flözen an der Ostseite des Bühlachs (eines Hügels bei Peiting) zeigt.

## Beschreibung
Das Flöz wurde an dieser Stelle 1996 bei dem Bau der südlichen Umfahrungsstraße von Peiting im Zuge der Bundesstraße 472 an dieser Stelle freigelegt. Es ist das produktive Flöz Nr. 2 des 1968 eingestellten Peitinger Bergbaus und damit Teil eines der mächtigsten bekannten Vorkommen von Pechkohle an der Oberfläche in Bayern. Durch den errichteten symbolischen Stolleneingang wird der Aufschluss vor Witterung und Sammlern geschützt. Dieser besteht aus einem Deutschen Türstock, der 2020 restauriert wurde.
Der Aufschluss liegt in der alpinen Deckenstirn, im Frontbereich der vom Untergrund abgelösten und während der alpinen Gebirgsbildung als Decken nach Norden verfrachteten Gesteine. Die Schichtenfolge besteht aus mehreren Kohlelagen, die durch Tonmergel und Stinkstein (einem bitumenreichen, gelblichen Kalkstein) voneinander getrennt sind.
Der Ort ist vom Bayerischen Landesamt für Umwelt (LfU) als geowissenschaftlich besonders wertvolles Geotop (Geotop-Nummer: 190A012) ausgewiesen. Es wurde auch vom LfU unter dem Namen Peitinger Pechkohle mit dem offiziellen Gütesiegel Bayerns schönste Geotope ausgezeichnet.